# بيتر باتلر (جراح)
بيتر باتلر (بالإنجليزية: Peter Butler)‏ هو جراح بريطاني، ولد في 1 سبتمبر 1962 في جزيرة أيرلندا في المملكة المتحدة.